# J Hus
J Hus, pseudonimo di Momodou Lamin Jallow (Londra, 26 maggio 1996), è un rapper e cantante britannico. Ha origini gambiane. Il suo stile musicale è definito "afroswing".

## Biografia
Nato e cresciuto a Londra da genitori gambiani, fin dall'infanzia nutre aspirazioni artistiche, desiderando di diventare un attore. Tra pre-adolescenza e adolescenza abbandona temporaneamente tali aspirazioni, iniziando a svolgere una vita più sregolata che lo porta ad essere espulso da scuola all'età di 11 anni ed a subire condanne detentive successivamente. Proprio durante la permanenza in prigione, il produttore discografico (nonché suo amico d'infanzia) Moe lo convince a intraprendere una carriera come artista musicale, proponendogli di fargli da manager. Inizia a pubblicare musica nel 2014, creando dei freestyle su basi già note.
Nel 2015 inizia a ottenere visibilità grazie al singolo Lean & Bop, che ottiene oltre 10 milioni di ascolti sulle piattaforme streaming. Nel corso del 2016 riesce a ottenere il plauso della critica, figurando nelle nomine del BBC Sound of 2016 e ottenendo una nomination ai MOBO Awards. Nel 2017 realizza alcune collaborazioni con colleghi come Nines, Dave e Stormzy, ottenendo in questo modo i suoi primi piazzamenti nella classifica britannica. Pubblica successivamente il singolo Did You See, che raggiunge la nona posizione nella classifica britannica, e il suo album di debutto Common Sense, che raggiunge la sesta posizione nella classifica britannica. L'album viene promosso attraverso un tour da headliner.
Nel 2018, dopo aver pubblicato l'EP Big Spang, l'artista interrompe temporaneamente la sua carriera a causa di una condanna detentiva di otto mesi dovuta al possesso di un coltello in un luogo pubblico. Durante il periodo trascorso in carcere viene pubblicata la collaborazione con Dave Disaster, che raggiunge l'ottava posizione della classifica britannica. Subito dopo il suo rilascio dalla prigione, J Hus esegue un'esibizione a sorpresa durante un concerto di Drake. Nei mesi successivi ricomincia a pubblicare singoli, tra cui Repeat con Koffee, da solista e rende disponibile il suo secondo album Big Conspiracy, che raggiunge la vetta della classifica britannica.
Nel 2022 pubblica la collaborazione con Burna Boy Cloak & Dagger. Nel maggio 2023 pubblica il singolo da solista It's Crazy, a cui fa seguito la collaborazione con Drake in Who Told You, che raggiunge la seconda posizione della classifica britannica. Segue la pubblicazione del suo terzo album in studio Beautiful and Brutal Yard, per la cui promozione viene annunciato un tour da headliner. Anche quest'album, come il precedente, debutta direttamente in vetta alla classifica britannica.

## Controversie
Nel corso della sua vita, il rapper ha subito diverse condanne detentive: nel 2011 è stato arrestato per aver aggredito quattro persone; tra 2014 e 2015 ha subito diversi arresti per vari capi d'accusa risalenti a un periodo incluso dal 2011 in poi, tra cui il possesso di un'arma in luogo pubblico; nel 2018, a causa del possesso recidivo di un coltello in pubblico, è stato condannato a otto mesi di reclusione.
Nel settembre 2015 è stato ricoverato in ospedale dopo aver ricevuto cinque pugnalate.

## Discografia

### Album in studio
- 2017 – Common Sense
- 2020 – Big Conspiracy
- 2023 – Beautiful And Brutal Yard

### EP
- 2016 – Playing Sports
- 2018 – Big Spang

### Mixtape
- 2015 – The 15th Day

### Singoli
- 2015 – Lean & Bop
- 2015 – Doin It
- 2016 – Friendly
- 2016 – Clean It Up
- 2016 – Playing Sports
- 2017 – Samantha (con Dave)
- 2017 – Did You See
- 2017 – Common Sense
- 2017 – Spirit
- 2017 – Bouff Daddy
- 2018 – Dark Vader
- 2019 – Daily Duppy (feat. GRM Daily)
- 2019 – Must Be
- 2019 – No Denying
- 2020 – Repeat (feat. Koffee)
- 2020 – Play Play (feat. Burna Boy)
- 2023 – It's Crazy
- 2023 – Who Told You (feat. Drake)